# Mistrzostwa Azji w Rugby 7 Mężczyzn 2024
Mistrzostwa Azji w Rugby 7 Mężczyzn 2024 (Asia Rugby Sevens Series 2024) – czternaste mistrzostwa Azji w rugby 7 mężczyzn, oficjalne międzynarodowe zawody rugby 7 o randze mistrzostw kontynentu organizowane przez Asia Rugby mające na celu wyłonienie najlepszej męskiej reprezentacji narodowej w tej dyscyplinie sportu w Azji. Zostały rozegrane w formie dwóch rankingowych turniejów rozegranych wraz z zawodami kobiet pomiędzy 7 września a 10 listopada 20244 roku.
Sezon zdominowała reprezentacja Hongkongu, wygrywając we wszystkich trzech turniejach, pokonując w finałach dwukrotnie Japonię i raz Chiny, które zajęły kolejne miejsca na podium mistrzostw kontynentu. Najwięcej punktów w sezonie zdobył Chińczyk Shan Changshun, zaś w klasyfikacji przyłożeń z dziewiętnastoma zwyciężył reprezentant Hongkongu Max Denmark.

## Informacje ogólne
W walce o tytuł mistrzowski wzięło udział osiem zespołów, a cykl składał się z trzech rankingowych turniejów. Mistrzem Azji została drużyna, która po rozegraniu trzech rankingowych turniejów – w Bangkoku, Hangzhou i Inczon – zgromadziła najwięcej punktów, które były przyznawane za zajmowane w nich miejsca. W przypadku tej samej liczby punktów w klasyfikacji generalnej lokaty zainteresowanych drużyn były ustalane kolejno na podstawie:
- wyników spotkań pomiędzy zainteresowanymi drużynami;
- lepszego bilansu punktów zdobytych i straconych w tych spotkaniach;
- lepszego bilansu punktów zdobytych i straconych we wszystkich spotkaniach sezonu;
- lepszego bilansu przyłożeń zdobytych i straconych we wszystkich spotkaniach sezonu;
- większej liczby zdobytych punktów we wszystkich spotkaniach sezonu;
- większej liczby zdobytych przyłożeń we wszystkich spotkaniach sezonu;
- rzutu monetą.

| Miejsce | Punkty |
| ------- | ------ |
| 1       | 12     |
| 2       | 10     |
| 3       | 8      |
| 4       | 7      |
| 5       | 5      |
| 6       | 4      |
| 7       | 2      |
| 8       | 1      |

W każdych zawodach drużyny rywalizowały w pierwszym dniu systemem kołowym w ramach dwóch czterozespołowych grup, po czym po dwie czołowe z każdej z nich awansowały do półfinałów, a pozostała czwórka zmierzyła się w walce o Plate. W fazie grupowej spotkania toczone były bez ewentualnej dogrywki, za zwycięstwo, remis i porażkę przysługiwały odpowiednio cztery, dwa i jeden punkt, brak punktów natomiast za nieprzystąpienie do meczu. Przy ustalaniu rankingu po fazie grupowej w przypadku tej samej liczby punktów lokaty zespołów były ustalane kolejno na podstawie:
- wyniku meczu pomiędzy zainteresowanymi drużynami;
- lepszego bilansu punktów zdobytych i straconych;
- lepszego bilansu przyłożeń zdobytych i straconych;
- większej liczby zdobytych punktów;
- większej liczby zdobytych przyłożeń;
- rzutu monetą.

W przypadku remisu w fazie pucharowej organizowana była dogrywka składająca się z dwóch pięciominutowych części, z uwzględnieniem reguły nagłej śmierci. Wszystkie mecze, także finałowe, składały się z dwóch siedmiominutowych części.
Przystępujące do turnieju reprezentacje mogły liczyć maksymalnie dwunastu zawodników. Rozstawienie w każdych zawodach następowało na podstawie wyników poprzedniego turnieju, a w przypadku pierwszych zawodów – na podstawie rankingu z poprzedniego roku.
W cyklu miało wziąć siedem czołowych zespołów z ubiegłego sezonu oraz zwycięzca rozegranych w listopadzie 2023 roku kwalifikacji. Odbyły się one w formie turnieju zorganizowanego w Katarze i zwycięsko z niego wyszli reprezentanci Tajlandii zyskując tym samym awans do serii turniejów o mistrzostwo kontynentu.

## Turnieje

### Korea Sevens 2024
| Miejsce | Reprezentacja                |
| ------- | ---------------------------- |
| 1       | Hongkong                     |
| 2       | Chiny                        |
| 3       | Japonia                      |
| 4       | Korea Południowa             |
| 5       | Tajlandia                    |
| 6       | Malezja                      |
| 7       | Zjednoczone Emiraty Arabskie |
| 8       | Singapur                     |

|  |                  |                  |           |                   |    |       |       |       |
|  | Półfinały        | Półfinały        | Półfinały |                   |    | Finał | Finał | Finał |
|  | Półfinały        | Półfinały        | Półfinały |                   |    | Finał | Finał | Finał |
|  |                  |                  |           |                   |    |       |       |       |
|  |                  |                  |           |                   |    |       |       |       |
|  | Chiny            | Chiny            | 14        |                   |    |       |       |       |
|  | Chiny            | Chiny            | 14        |                   |    |       |       |       |
|  | Korea Południowa | Korea Południowa | 5         |                   |    |       |       |       |
|  | Korea Południowa | Korea Południowa | 5         |                   |    | Chiny | Chiny | 7     |
|  |                  |                  |           |                   |    | Chiny | Chiny | 7     |
|  |                  |                  | Hongkong  | Hongkong          | 40 |       |       |       |
|  | Japonia          | Japonia          | Hongkong  | Hongkong          | 40 | 12    |       |       |
|  | Japonia          | Japonia          |           |                   |    |       |       |       |
|  | Hongkong         | Hongkong         | 24        |                   |    |       |       |       |
|  | Hongkong         | Hongkong         | 24        | Mecz o 3. miejsce |    |       |       |       |
|  |                  |                  |           |                   |    |       |       |       |
|  |                  |                  |           |                   |    |       |       |       |
|  |                  |                  |           |                   |    |       |       |       |
|  | Korea Południowa | Korea Południowa | 12        |                   |    |       |       |       |
|  | Korea Południowa | Korea Południowa | 12        |                   |    |       |       |       |
|  | Japonia          | Japonia          | 17        |                   |    |       |       |       |
|  | Japonia          | Japonia          | 17        |                   |    |       |       |       |

### China Asian Sevens 2024
| Miejsce | Reprezentacja                |
| ------- | ---------------------------- |
| 1       | Hongkong                     |
| 2       | Japonia                      |
| 3       | Chiny                        |
| 4       | Korea Południowa             |
| 5       | Malezja                      |
| 6       | Zjednoczone Emiraty Arabskie |
| 7       | Tajlandia                    |
| 8       | Singapur                     |

|  |                  |                  |           |                   |    |          |          |       |
|  | Półfinały        | Półfinały        | Półfinały |                   |    | Finał    | Finał    | Finał |
|  | Półfinały        | Półfinały        | Półfinały |                   |    | Finał    | Finał    | Finał |
|  |                  |                  |           |                   |    |          |          |       |
|  |                  |                  |           |                   |    |          |          |       |
|  | Hongkong         | Hongkong         | 29        |                   |    |          |          |       |
|  | Hongkong         | Hongkong         | 29        |                   |    |          |          |       |
|  | Chiny            | Chiny            | 7         |                   |    |          |          |       |
|  | Chiny            | Chiny            | 7         |                   |    | Hongkong | Hongkong | 24    |
|  |                  |                  |           |                   |    | Hongkong | Hongkong | 24    |
|  |                  |                  | Japonia   | Japonia           | 19 |          |          |       |
|  | Korea Południowa | Korea Południowa | Japonia   | Japonia           | 19 | 12       |          |       |
|  | Korea Południowa | Korea Południowa |           |                   |    |          |          |       |
|  | Japonia          | Japonia          | 35        |                   |    |          |          |       |
|  | Japonia          | Japonia          | 35        | Mecz o 3. miejsce |    |          |          |       |
|  |                  |                  |           |                   |    |          |          |       |
|  |                  |                  |           |                   |    |          |          |       |
|  |                  |                  |           |                   |    |          |          |       |
|  | Chiny            | Chiny            | 38        |                   |    |          |          |       |
|  | Chiny            | Chiny            | 38        |                   |    |          |          |       |
|  | Korea Południowa | Korea Południowa | 0         |                   |    |          |          |       |
|  | Korea Południowa | Korea Południowa | 0         |                   |    |          |          |       |

### Thailand Sevens 2024
| Miejsce | Reprezentacja                |
| ------- | ---------------------------- |
| 1       | Hongkong                     |
| 2       | Japonia                      |
| 3       | Chiny                        |
| 4       | Korea Południowa             |
| 5       | Tajlandia                    |
| 6       | Zjednoczone Emiraty Arabskie |
| 7       | Malezja                      |
| 8       | Singapur                     |

|  |                  |                  |           |                   |    |          |          |       |
|  | Półfinały        | Półfinały        | Półfinały |                   |    | Finał    | Finał    | Finał |
|  | Półfinały        | Półfinały        | Półfinały |                   |    | Finał    | Finał    | Finał |
|  |                  |                  |           |                   |    |          |          |       |
|  |                  |                  |           |                   |    |          |          |       |
|  | Hongkong         | Hongkong         | 26        |                   |    |          |          |       |
|  | Hongkong         | Hongkong         | 26        |                   |    |          |          |       |
|  | Chiny            | Chiny            | 5         |                   |    |          |          |       |
|  | Chiny            | Chiny            | 5         |                   |    | Hongkong | Hongkong | 26    |
|  |                  |                  |           |                   |    | Hongkong | Hongkong | 26    |
|  |                  |                  | Japonia   | Japonia           | 15 |          |          |       |
|  | Korea Południowa | Korea Południowa | Japonia   | Japonia           | 15 | 7        |          |       |
|  | Korea Południowa | Korea Południowa |           |                   |    |          |          |       |
|  | Japonia          | Japonia          | 36        |                   |    |          |          |       |
|  | Japonia          | Japonia          | 36        | Mecz o 3. miejsce |    |          |          |       |
|  |                  |                  |           |                   |    |          |          |       |
|  |                  |                  |           |                   |    |          |          |       |
|  |                  |                  |           |                   |    |          |          |       |
|  | Chiny            | Chiny            | 43        |                   |    |          |          |       |
|  | Chiny            | Chiny            | 43        |                   |    |          |          |       |
|  | Korea Południowa | Korea Południowa | 0         |                   |    |          |          |       |
|  | Korea Południowa | Korea Południowa | 0         |                   |    |          |          |       |

## Klasyfikacja generalna
| Miejsce | Reprezentacja                | Punkty | Punkty | Punkty | Punkty |
| Miejsce | Reprezentacja                | KOR    | CHN    | THA    | Ogółem |
| ------- | ---------------------------- | ------ | ------ | ------ | ------ |
| 1       | Hongkong                     | 12     | 12     | 12     | 36     |
| 2       | Japonia                      | 8      | 10     | 10     | 28     |
| 3       | Chiny                        | 10     | 8      | 8      | 26     |
| 4       | Korea Południowa             | 7      | 7      | 7      | 21     |
| 5       | Tajlandia                    | 5      | 2      | 5      | 12     |
| 6       | Malezja                      | 4      | 2      | 5      | 11     |
| 7       | Zjednoczone Emiraty Arabskie | 2      | 4      | 4      | 10     |
| 8       | Singapur                     | 1      | 1      | 1      | 3      |